# 澳门游艇展
澳門國際遊艇進出口博覽會（英文：Macau International Yacht Import & Export Fair）可簡稱澳門遊艇展（英文：Macau Yacht Fair），創辦於2011年，是澳門唯一的遊艇貿易盛會。每年十月至十一月舉辦。

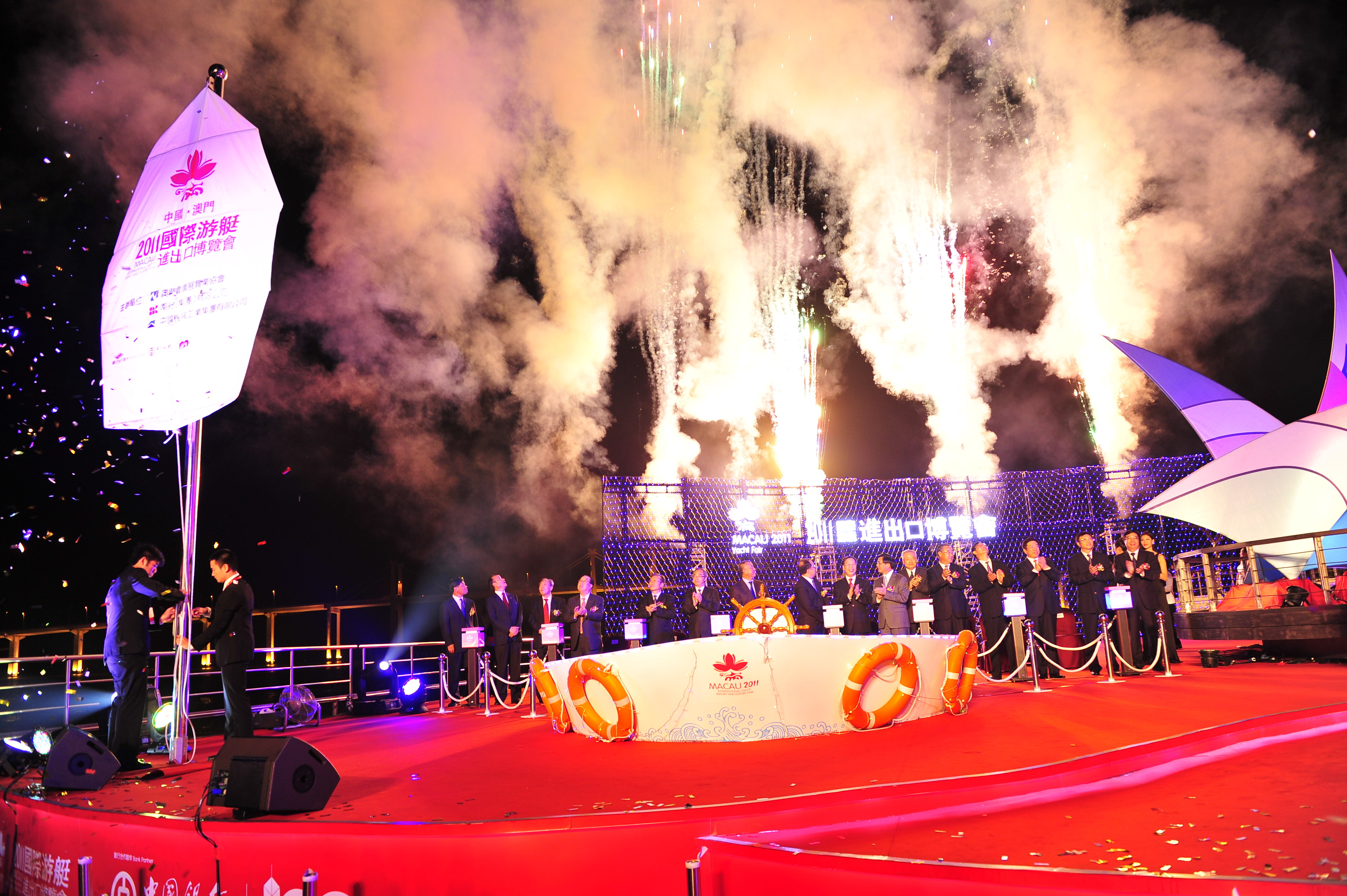
2011澳門遊艇展閉幕式

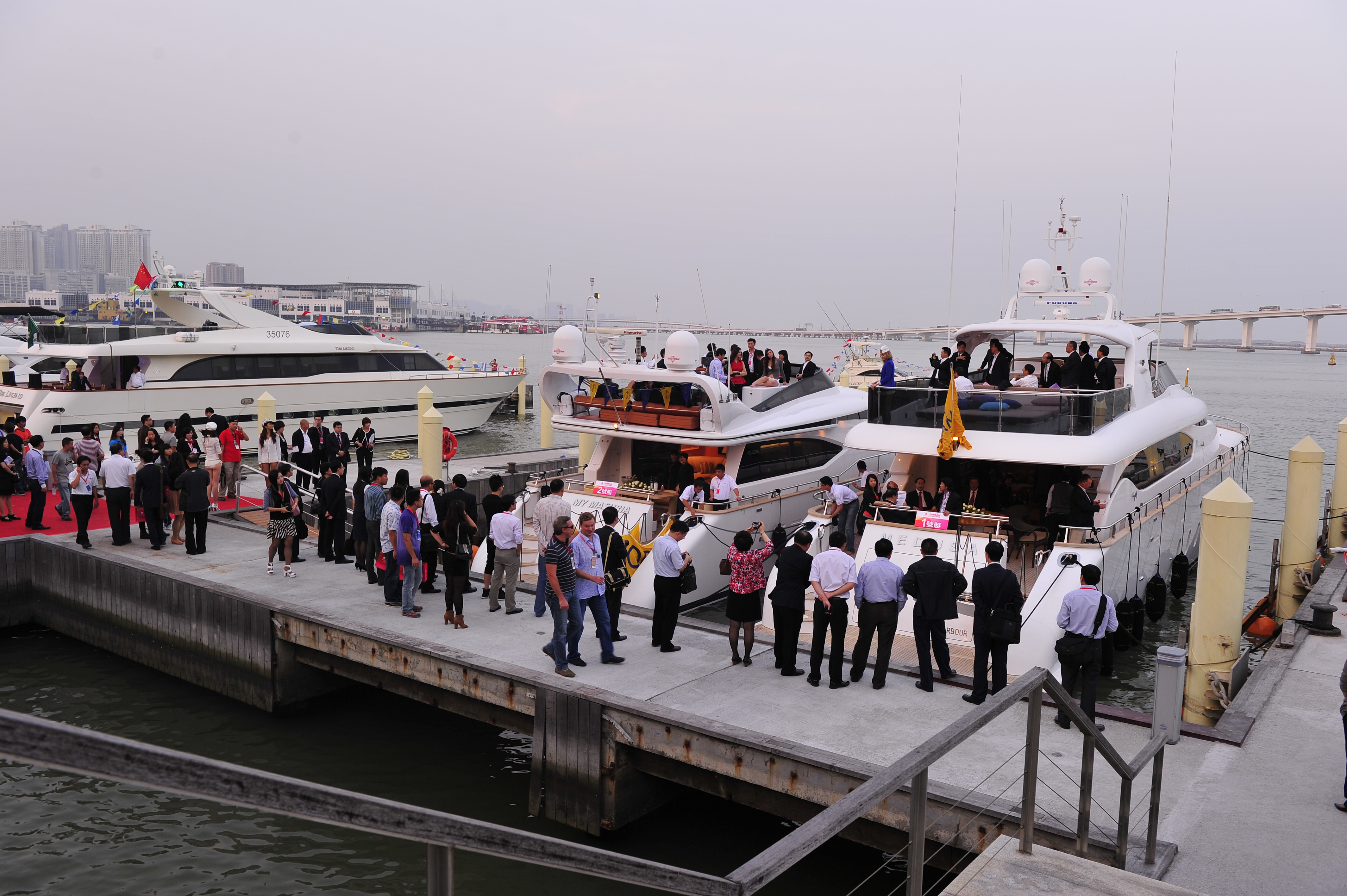
2011澳門遊艇展會展現場

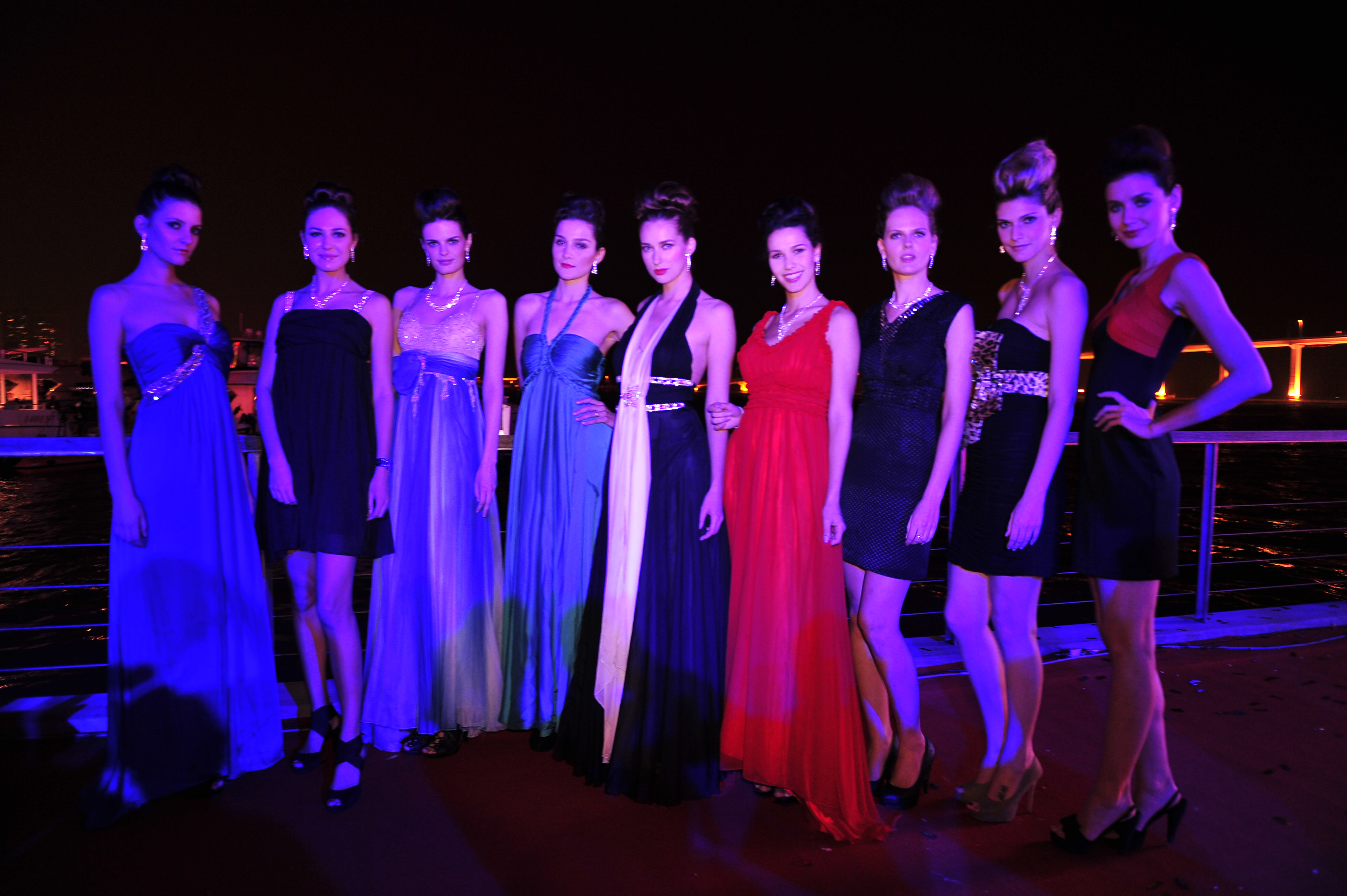
2011澳門遊艇展模特SHOW

## 展會歷史
澳門首次舉辦、一連三天的澳門國際遊艇進出口博覽會，展會水陸展出面積達10萬平方米以上，共有15個國家30多個遊艇品牌參展，預計觀衆達5萬人次。展會主旨『打造國際遊艇進出口平台』，展示國內外遊艇行業的發展成就，推動遊艇拓展海外市場。作為展場的澳門漁人碼頭，陸上的羅馬廣場及水上的碼頭泊位，已佈滿了從入門級至豪華級的遊艇。
第二屆遊艇會從水上移師至陸地在威尼斯人金光會展中心A館舉行，場地較大，配套較好。展會面積1.37萬平方米，共有來自20多個國家的30多個遊艇品牌參與盛會。
遊艇展在過去兩屆基礎上擴大規模，第三屆首次採用水陸聯展形式展出，陸地展區設在威尼斯人金光會展中心D館，面積約2萬平方米；水上展區設在澳門遊艇會，並特別為參展的大型豪華遊艇臨時搭建廿多個泊位。參展內容包括有帆船、動力艇、高速船艇、船艇用發動機、船用配件、碼頭設計與設施、旅遊及租賃、水上活動、高端生活方式及相關服務等。今屆遊艇展同期的還有第三屆澳門國際汽車博覽會及第二屆澳門公務機展。
首次在路環的鷺環海天度假酒店舉行第四屆遊艇展，屆時有四十餘個世界知名品牌的超級遊艇、幾十家頂級奢侈品牌合作伙伴進行展示、試乘試航活動。大會表示，今次以內地首創的模式，約有40艘遊艇，包括60-80米的超級遊艇，在黑沙海岸邊約100米的海中央停泊拋錨，由大會安排乘坐接駁小艇上船參觀。
第八屆遊艇展在漁人碼頭舉行，近50個遊艇品牌參與，展示規模近30000平方米。由澳門路環舊船廠生產製造的中國古式帆船香江一號60再次亮相。是次展會專業升級，2018亞太遊艇行業高峰（澳門）論壇通過主題演講、專家對話和圓桌研討，探討遊艇產業未來走向及粵港澳遊艇產業發展。另外，亞太二十城遊艇行業代表組成圓桌會議論壇，就『遊艇製造業版圖』、『中美經貿摩擦下的遊艇經濟』等議題展開研討。此外，展會特別聯合粵通航運，提供預約出海試航體驗類服務。
第十一屆遊艇展在澳門路環遊艇停泊區舉辦，展覽總面積達6萬平方米。今屆遊艇展雲集包括遊艇製造商、遊艇運營商、遊艇零部件用品及水上旅遊等上下游產業領域的數十個國內外知名品牌。參展的中小型遊艇售價均在百萬元內，旨在讓更多中產階級的水上愛好者享受遊艇帶來的獨特樂趣，滿足居民採購需求。依託國家2019年發佈《粵港澳[[[大灣區]]發展規劃綱要》及近期發佈的《橫琴粵澳深度合作區總體方案》，活動會舉辦2021中國遊艇產業發展大會暨粵港澳大灣區遊艇自由行論壇，邀請相關政府部門及行業知名人士建言獻策。
由南光（集團）有限公司、中國機械工業集團有限公司、澳門會議展覽業協會共同主辦，今屆遊艇展特邀美高梅作為海上旅遊項目合作夥伴，雙方發揮各自優勢及特長，共同配合澳門特區政府在推動海上旅遊、海上賽事等範疇，展開全方位、深層次的合作，積極為疫後澳門經濟復甦發揮應有作用。展覽規模達55000平方米，吸引來自全球的知名遊艇品牌參展，預計吸引逾兩萬名觀眾到場參觀。同期將舉辦遊艇行業論壇、OP青少年帆船賽事、高端酒會等。

## 展會時間
|          | 時間                    | 地點                                                             | 備註 |
| -------- | ----------------------- | ---------------------------------------------------------------- | ---- |
| 第一屆   | 2011年10月28日至30日    | 澳門漁人碼頭                                                     |      |
| 第二屆   | 2012年11月16日至18日    | 澳門威尼斯人金光會展中心A館                                      |      |
| 第三屆   | 2013年11月1日至3日      | 室內展區：澳門威尼斯人金光會展中心D館 水上展區：林茂塘遊艇會碼頭 |      |
| 第四屆   | 2014年11月7日至9日      | 鷺環海天度假酒店                                                 |      |
| 第五屆   | 2015年11月6日至8日      | 澳門漁人碼頭                                                     |      |
| 第六屆   | 2016年11月3日至6日      | 澳門漁人碼頭                                                     |      |
| 第七屆   | 2017年11月2日至5日      | 澳門漁人碼頭                                                     |      |
| 第八屆   | 2018年11月1日至4日      | 澳門漁人碼頭                                                     |      |
| 第九屆   | 2019年10月24日至27日    | 澳門漁人碼頭                                                     |      |
| 第十屆   | 2020年10月29日至11月1日 | 澳門漁人碼頭                                                     |      |
| 第十一屆 | 2021年11月11日至14日    | 路環遊艇停泊區                                                   |      |
| 第十二屆 | 2022年11月10日至13日    | 路環遊艇停泊區                                                   |      |
| 第十三屆 | 2023年11月9日至12日     | 路環遊艇停泊區                                                   |      |
| 第十四屆 | 2024年11月7日至10日     | 路環遊艇停泊區                                                   |      |

## 外部鏈結
- 澳門國際遊艇進出口博覽會官方網站